# Dianne Desira
Dianne Kellas, hauptsächlich bekannt unter ihrem Geburtsnamen Dianne Desira, (* 1. Dezember 1981 in Melbourne) ist eine ehemalige australisch-maltesische Squashspielerin.

## Karriere
Dianne Desira spielte von 2000 bis 2011 auf der WSA World Tour und gewann auf dieser drei Titel bei insgesamt neun Finalteilnahmen. Ihre höchste Platzierung in der Weltrangliste erreichte sie mit Rang 34 im Juli 2004. Mit der australischen Nationalmannschaft nahm sie 2006 an der Weltmeisterschaft teil. Zudem gehörte sie zum Aufgebot bei den Weltmeisterschaften im Doppel und Mixed in den Jahren 2004 und 2006. Im Einzel stand sie 2005 das einzige Mal im Hauptfeld der Weltmeisterschaft und schied in der ersten Runde gegen Omneya Abdel Kawy aus. Von 2003 bis 2005 wurde sie dreimal in Folge australische Vizemeisterin. 2018 trat sie für Malta bei den Commonwealth Games 2018 an. Bereits 2003 und 2011 hatte sie für Malta bei den Spielen der kleinen Staaten von Europa jeweils Gold im Einzel und mit der Mannschaft gewonnen.

## Erfolge
- Gewonnene WSA-Titel: 3
- Australische Vizemeisterin: 2003–2005